# Zsidó naptárak Erdélyben
Zsidó naptárak Erdélyben (1918-1947) – a zsinagógai vagy bibliai (szeptemberben kezdődő) ún. lunisolaris év tizenkét hónapjához igazodó, évente megjelenő könyvnaptárak, amelyek a zsidóság számára hasznos vallási tudnivalókat, hitközségi közleményeket, tudományos dolgozatokat, szórakoztató olvasmányokat, esetleg képeket is tartalmaztak. Az Erdély és Bánság területén megjelenő ilyen kiadványok főleg magyar nyelvűek voltak. Alkalmilag német anyagot is közöltek, utóbb felsőbb utasításra egy-egy hivatalos szöveget románul is kinyomtattak, s a címben szintén első helyre került a román címváltozat.
1. Erdély területén elsőként az 5685. (1924–1925) évre jelent meg a Zsidó Családi Naptár (Kolozsvár, 1924) Fürst Oszkár és Szilágyi Adolf szerkesztésében.
2. A romániai neológ és status quo ante hitközségeket egyesítő Erdély–Bánáti Országos Izraelita Iroda az 5696. (1935–36) évvel indította meg Lax A. Salvator tanár, főtitkár szerkesztésében a Zsidó Naptárt. A Nagyváradon nyomtatott első füzet előszavában Adorján Ármin, az iroda elnöke leszögezi: „…az a célunk, hogy ezzel komoly, hasznos, oktató és részben szórakoztató, egyúttal tájékoztató munkát nyújtsunk, melyben a család minden tagja megtalálja az őt érdeklő, neki való olvasmányokat”. A naptárban olvasható az Iroda megalakulásának 13 éves története, továbbá megtalálható szervezeti felépítése, tisztségviselőinek, valamint a hozzá tartozó 35 hitközségnek, intézményeinek, azok vezetőinek adatai.
Az „Irodalmi rész”-ben 19 hosszabb-rövidebb írás, dolgozat jelent meg magyar és német nyelven. Főleg a rabbikar tagjai (Drechsler Miksa, Kecskeméti Lipót, Lenke Manó, Lővy Ferenc, Nébel Ábrahám, Vágvölgyi Lajos, Weinberger Mózes) közölnek benne tanulmányokat, elmélkedéseket. 24 arckép és 24 épület képe színezi a kiadványt. A II. évfolyam 5697-re (1936–1937) a temesvári Zsidó Évkönyvvel közös kiadványként jelenik meg Almanahul Evreesc–Jüdisches Jahrbuch und Kalender–Zsidó Évkönyv és Naptár főcímmel. A szerkesztők közt szerepel Lax A. Salvator is. Helyet kapnak az Iroda közleményei, valamint 10 város hitközségének újdonságai. Az 5698-ra (1937–38) kiadott III. évfolyam újra önállósult. Ez Nébel Ábrahámnak a zsidó nevelésügyről az I. számban megindított tanulmánya folytatását és Weinberger Mózesnek A cluji izraelita hitközség rabbijai c. dolgozatát is tartalmazta. A IV. évfolyam az 5699. (1938–39) évre Lővy Ferenc és Lax A. Salvator szerkesztésében jelent meg Calendarul evreesc–Jüdischer Kalender–Zsidó naptár főcímmel. A rabbik által jegyzett, többnyire történelmi jellegű tanulmányok és elmélkedések mellett két írással Szabó Imre is szerepel. Szintén hármas címmel jelent meg az V. évfolyam 5700-ra (1939–40). Az utóbbi évfolyamokat már Kolozsvárt nyomtatták. A „Hivatalos rész” – az Iroda közleményei és tíz hitközség újabb adatai – mellett tizenöt írás szolgálja a lelki épülést, szórakoztatást. Az újabb szerzők közül figyelemre méltó Krausz Mór gyulafehérvári főrabbinak Friedmann Ábrahám, az utolsó erdélyi országos főrabbiról, a lippai Tenner Bélának a zsidó templomi zenéről, valamint a szatmári Stern Mórnak a Mikes-leveleskönyv zsidó vonatkozásairól írt tanulmánya. Okmánytár és régi rabbi-képek teszik értékessé a füzetet. A már megszerkesztett VI. évfolyam a közbejött hatalomváltozás miatt Erdélyi Zsidó Évkönyv 5701-re (1940–41) címmel jelent meg. Benne Weinberger Mózes két írással is szerepelt: Az Istenkereső ember (Beszéd Kecskeméti Lipót felett); Az Erdély–Bánát területén kötött vegyes házasságok a számok tükrében. A kiadványban Szántó György Lugosi emlék címmel gyermekkorát idézte fel.
3. Szintén Kolozsvárt indult az egyetlen évfolyamot megért Zsidó Diáknaptár az 1942–43. tanévre. 5703. „Ifjúságunk hitének Antal Márk közreműködésével szerkesztették: Gábor Béla és Fried Dezső, a kolozsvári Izraelita Koedukációs Gimnázium tanárai.” A Weinberger Mózes főrabbi irányította neológ hitközség jelentette meg, de mint az első magyar zsidó diáknaptárt, országos terjesztésre szánták. Dokumentumértékű fejezete a teljes magyarországi zsidó *iskolahálózat bemutatása. Mint kiderül, Észak-Erdély területén Nagyváradon két (ortodox és neológ), valamint Kolozsvárt egy gimnáziumuk, Marosvásárhelyen és Szatmárnémetiben polgári iskolájuk működött. Fried Dezső a 75 éve elhunyt Abraham Maput, a héber regényirodalom megteremtőjét, Steiner Lenke az élők sorából éppen távozott Kóbor Tamást mutatja be, Gábor Béla a magyar képzőművészetben számon tartott zsidókat veszi számba. Izrael földjét, az ottani diákéletet is leírják, közlik a zsidóság történeti kronológiáját.
4. A vészkorszak után füzetszerű Zsidó Naptár jelent meg az erdélyi zsidó hetilap, az Egység kiadásában 5707-re (1946–47): Bárdos B. Artúr, Benczel Béla, Farkas Imre, Kohn Hillel, Kornis Ottó, Lukács Lajos, Rózsa György, Stern Ignác, Tenner Izidor írásait közölte.